# Place Vertu
La Place Vertu est un important centre commercial situé dans l'ouest de l'île de Montréal, Québec. Ses principaux magasins sont Winners, Supermarché Adonis, Canadian Tire et Sports Expert/Atmosphere. Il est situé dans Ville St-Laurent.

## Histoire
Il y a une foire alimentaire avec plusieurs restaurants, mais on y retrouve aussi plusieurs autres restaurants ailleurs dans le centre comme Starbucks, McDonald's, Scores, etc. Plusieurs magasins sont des solderies de chaine nationale comme Browns, The Children's Place, Laura et Aldo.
Lors de son ouverture, ses principaux magasins étaient La Baie, Sears (inauguré deux mois après les autres commerces du centre), Kmart et Dominion,. En 1981, Dominion fut converti en Provigo  avant d'être converti en Maxi en 1994 et de fermer en 2001. Les Supermarchés Adonis s'installa dans l'ancien Maxi en 2009. Zellers occupa l'espace de Pascal lors de sa fermeture en 1991. Canadian Tire s'installa dans le Kmart en l'an 2000. La Baie ferma ses portes en 2007. Zellers s'installa dans ce local la même année.     
Depuis 2008, le centre a connu des travaux de rénovation majeurs attirant de nombreux nouveaux détaillants dont Urban Planet, Dollarama, Laura/Laura+/Laura Petite Outlet, La Vie en Rose, Aqua, Sirens Browns Outlet, Starbucks, Winners, The Children's Place Outlet et plusieurs autres.
Zellers ferma ses portes en 2012 et fut remplacé par Target en septembre 2013,. Target ferma ses portes en 2015 et fut remplacé par Sports Expert/Atmosphere en 2016. Sears ferma ses portes en octobre 2017.
En 2020, de nouveaux travaux de rénovation sont entrepris.

## Gestionnaires
Le centre était originellement géré par Cambridge,. En 2001, Ivanhoé a fusionné avec Cambridge pour devenir Ivanhoé Cambridge. Depuis l'été 2011, le centre autrefois géré par Ivanhoé Cambridge, est géré par Primaris (en).